# 세인트존구 (앤티가 바부다)

세인트존구의 위치

세인트존구(영어: Saint John Parish)는 앤티가 바부다의 앤티가섬에 위치한 구로 행정 중심지는 앤티가 바부다의 수도인 세인트존스이며 면적은 66.96km2, 인구는 45,346명(2001년 기준)이다.